# Genengsari (Toroh)
Genengsari is een bestuurslaag in het regentschap Grobogan van de provincie Midden-Java, Indonesië. Genengsari telt 3429 inwoners (volkstelling 2010).